# Élections à l'Assemblée d'Estrémadure de 2019
Les élections à l'Assemblée d'Estrémadure de 2019 (en espagnol : elecciones a la Asamblea de Extremadura de 2019) se tiennent le 26 mai 2019, afin d'élire les 65 députés de la Xe législature de l'Assemblée d'Estrémadure, pour un mandat de quatre ans.

## Contexte

### Enjeux
L'Assemblée d'Estrémadure est la législature décentralisée et monocamérale de la communauté autonome d'Estrémadure, dotée d'un pouvoir législatif en matière régionale tel que défini par la Constitution espagnole et le statut d'autonomie de l'Estrémadure, ainsi que de la capacité de voter la confiance en un président de la Junte ou de la retirer. Conformément à l'article 69.5 de la Constitution, l'Assemblée d'Estrémadure a la faculté de désigner des sénateurs représentant la communauté autonome au Sénat.

### Dissolution de l'Assemblée
Le mandat de l'Assemblée d'Estrémadure expire quatre ans après la date de son élection précédente, à moins qu'elle n'ait été dissoute plus tôt. Le président d'Estrémadure doit déclencher des élections vingt-cinq jours avant la date d'expiration des pouvoirs de l'Assemblée, le jour des élections ayant lieu le cinquante-quatrième jour suivant celui de la convocation et devant correspondre au quatrième dimanche du mois de mai. La séance constitutive a lieu dans un délai de trente jours à compter de la célébration des élections.
Le président d'Estrémadure a néanmoins la possibilité de dissoudre l'Assemblée et de convoquer des élections à tout moment, à condition qu'aucune motion de censure ne soit en cours et que cette dissolution n'intervienne pas avant un an après la précédente. Si un processus d'investiture échoue à élire un président régional dans un délai de deux mois à compter du premier tour de scrutin, l'Assemblée est automatiquement dissoute et une nouvelle élection déclenchée.

## Mode de scrutin
Conformément à l'article 17 du statut d'autonomie de l'Estrémadure, l'Assemblée est composée d'un nombre de députés ne pouvant excéder soixante-cinq. La loi électorale estrémègne 2/1987 fixe ce nombre à 65 députés (en espagnol : diputados) élus pour une législature de quatre ans au suffrage universel direct et suivant le scrutin proportionnel d'Hondt à listes fermées par l'ensemble des personnes résidant dans la communauté autonome où résidant momentanément à l'extérieur de celle-ci, si elles en font la demande.
Comme dans toute l'Espagne, le vote blanc est reconnu et comptabilisé comme un vote valide. Il est par conséquent pris en compte pour déterminer si un parti a franchi ou non le seuil électoral. En revanche, conformément à l'article 96.5 de la LOREG, seuls les suffrages exprimés sont pris en compte pour la répartition des sièges à pourvoir.
Conformément à l'article 17 de la loi électorale, la circonscription électorale correspond à la province. L'article suivant dispose que chaque province élit un minimum de vingt députés. Les 25 sièges restants sont distribués entre les provinces en fonction de leur population, selon la procédure suivante :
- on divise le nombre total d'électeurs de la communauté autonome par 25 pour obtenir un quota de partage ;
- on divise le nombre d'électeurs de chaque province par le quota de partage et on attribue à chacune des provinces autant de députés que la partie entière du quotient ;
- le député restant est distribué à la province dont la partie décimale du quotient est la plus élevée.

| Circonscriptions | Députés | Carte                                 |
| ---------------- | ------- | ------------------------------------- |
| Badajoz          | 36      | Nombre de députés par circonscription |
| Cáceres          | 29      | Nombre de députés par circonscription |

### Conditions de candidature
La loi électorale prévoit que les partis, fédérations, coalitions et groupements électoraux sont autorisés à présenter des listes de candidats. Toutefois, les partis, fédérations ou coalitions qui n'ont pas obtenu de mandat aux Cortes lors de l'élection précédente sont tenus d'obtenir au moins la signature de 0,1 % des électeurs inscrits au registre électoral de la circonscription dans laquelle ils cherchent à se faire élire, alors que les regroupements d'électeurs sont tenus d'obtenir la signature de au moins 2 % des électeurs. Il est interdit aux électeurs de signer pour plus d'une liste de candidats. En même temps, les partis et les fédérations qui ont l'intention d'entrer en coalition pour participer conjointement à une élection sont tenus d'informer la commission électorale compétente dans les dix jours suivant le déclenchement de l'élection. Les listes doivent comprendre des candidats des deux sexes dans une proportion non inférieure à 40 % l'un par rapport à l'autre.

### Répartition des sièges
Toute candidature qui n'a pas obtenu un minimum de 5 % des voix dans une circonscription n'est pas admise à participer à la répartition des sièges. La répartition se déroule de la manière suivante :
- on ordonne les candidatures sur une colonne en allant de la plus votée vers la moins votée ;
- on divise le nombre de voix obtenues par chaque candidature par 1, 2, 3... jusqu'au nombre de sièges à pourvoir dans le but de former un tableau ;
- on attribue les sièges à pourvoir en tenant compte des plus grands quotients selon un ordre décroissant ;
- lorsque deux candidatures obtiennent un même quotient, le siège est attribué à celle qui a le plus grand nombre total de voix ; lorsque deux candidatures ont exactement le même nombre total de voix, l'égalité est résolue par tirage au sort et les suivantes de manière alternative.

Les sièges propres à chaque formation politique sont attribués aux candidats en suivant l'ordre de présentation sur la liste. En cas de décès, incapacité ou démission d'un député, le siège vacant revient au candidat ou, le cas échéant, au suppléant placé immédiatement derrière le dernier candidat élu de la liste.

## Campagne

### Principaux partis
| Parti | Parti                                                               | Chef de file             | Résultat en 2015           |
| ----- | ------------------------------------------------------------------- | ------------------------ | -------------------------- |
|       | Parti socialiste ouvrier espagnol Partido socialista obrero español | Guillermo Fernández Vara | 41,5 % des voix 30 députés |
|       | Parti populaire d'Estrémadure Partido popular de Extremadura        | José Antonio Monago      | 37,0 % des voix 28 députés |
|       | Unidas Podemos                                                      | Irene de Miguel (es)     | 8,0 % des voix 6 députés   |
|       | Ciudadanos                                                          | Cayetano Polo            | 4,4 % des voix 1 député    |

### Sondages
| Institut       | Date       | PSOE           | PP             | Podemos   | Cs            | IU        | Autres |
| -------------- | ---------- | -------------- | -------------- | --------- | ------------- | --------- | ------ |
| Institut       | Date       |                |                |           |               |           |        |
| SyM Consulting | 24/03/2018 | 42,3 % (29-31) | 32,5 % (23-24) | 6,0 % (4) | 8,5 % (5-6)   | 4,7 % (2) | 6,0 %  |
| Sigmados       | 18/05/2018 | 40,2 % (28-30) | 32,8 % (22-23) | 7,1 % (4) | 14,7 % (9-10) | -         | 5,2 %  |

## Résultats

### Participation
| Taux de participation | En 2015 | En 2019 | Différence |
| --------------------- | ------- | ------- | ---------- |
| à 14 heures           | 39,87 % | 39,85 % | 0,02       |
| à 18 heures           | 53,99 % | 53,51 % | 0,48       |
| à 20 heures           | 71,40 % | 71,34 % | 0,06       |

### Voix et sièges

#### Total régional
|               |                                                         |         |       |      |        |               |  |  |  |  |  |  |  |  |
| Parti         | Parti                                                   | Voix    | %     | +/−  | Sièges | +/−           |  |  |  |  |  |  |  |  |
|               | Parti socialiste ouvrier espagnol d'Estrémadure (PSOE)  | 287 619 | 46,77 | 5,27 | 34     | 4             |  |  |  |  |  |  |  |  |
|               | Parti populaire d'Estrémadure (PP)                      | 168 982 | 27,48 | 9,52 | 20     | 8             |  |  |  |  |  |  |  |  |
|               | Ciudadanos (Cs)                                         | 68 343  | 11,11 | 6,72 | 7      | 6             |  |  |  |  |  |  |  |  |
|               | Unis pour l'Estrémadure (Podemos-IU-CEx-Equo)           | 44 309  | 7,20  | 6,77 | 4      | 2             |  |  |  |  |  |  |  |  |
|               | Vox                                                     | 28 992  | 4,71  | 4,43 | 0      | en stagnation |  |  |  |  |  |  |  |  |
|               | Estrémadure unie (EU)                                   | 3 970   | 0,65  | 0,16 | 0      | en stagnation |  |  |  |  |  |  |  |  |
|               | Parti animaliste contre la maltraitance animale (PACMA) | 3 460   | 0,56  | 0,32 | 0      | en stagnation |  |  |  |  |  |  |  |  |
|               | Organisation de défense publique (ODP)                  | 1 422   | 0,23  | Nv.  | 0      | en stagnation |  |  |  |  |  |  |  |  |
|               | Actúa                                                   | 1 311   | 0,21  | Nv.  | 0      | en stagnation |  |  |  |  |  |  |  |  |
|               | Pour un monde + juste (PUM+J)                           | 555     | 0,09  | Nv.  | 0      | en stagnation |  |  |  |  |  |  |  |  |
|               | Avec vous, nous sommes la démocratie (Contigo)          | 441     | 0,07  | Nv.  | 0      | en stagnation |  |  |  |  |  |  |  |  |
|               | Blanc                                                   | 5 611   | 0,91  | 0,43 |        |               |  |  |  |  |  |  |  |  |
|               |                                                         |         |       |      |        |               |  |  |  |  |  |  |  |  |
| Votes valides | Votes valides                                           | 615 015 | 98,67 |      |        |               |  |  |  |  |  |  |  |  |
| Votes nuls    | Votes nuls                                              | 8 273   | 1,33  |      |        |               |  |  |  |  |  |  |  |  |
| Total         | Total                                                   | 623 288 | 100   | -    | 65     | en stagnation |  |  |  |  |  |  |  |  |
| Abstentions   | Abstentions                                             | 276 642 | 30,74 |      |        |               |  |  |  |  |  |  |  |  |
| Inscrits      | Inscrits                                                | 899 930 | 69,26 |      |        |               |  |  |  |  |  |  |  |  |

#### Par circonscription
|             |             |         |         |        |               |         |         |        |               |  |  |  |  |  |  |  |  |
| Sièges      | Sièges      | 36      | 36      | 36     | en stagnation | 29      | 29      | 29     | en stagnation |  |  |  |  |  |  |  |  |
|             |             |         |         |        |               |         |         |        |               |  |  |  |  |  |  |  |  |
|             |             | Nombre  | Nombre  | %      | %             | Nombre  | Nombre  | %      | %             |  |  |  |  |  |  |  |  |
| Inscrits    | Inscrits    | 555 052 | 555 052 | 100,00 | 100,00        | 344 878 | 344 878 | 100,00 | 100,00        |  |  |  |  |  |  |  |  |
| Abstentions | Abstentions | 172 669 | 172 669 | 31,11  | 31,11         | 103 973 | 103 973 | 30,15  | 30,15         |  |  |  |  |  |  |  |  |
| Votants     | Votants     | 382 383 | 382 383 | 68,89  | 68,89         | 240 905 | 240 905 | 69,85  | 69,85         |  |  |  |  |  |  |  |  |
| Nuls        | Nuls        | 4 835   | 4 835   | 1,26   | 1,26          | 3 438   | 3 438   | 1,43   | 1,43          |  |  |  |  |  |  |  |  |
| Exprimés    | Exprimés    | 377 548 | 377 548 | 98,74  | 98,74         | 237 467 | 237 467 | 98,57  | 98,57         |  |  |  |  |  |  |  |  |
|             |             |         |         |        |               |         |         |        |               |  |  |  |  |  |  |  |  |
| Partis      | Partis      | Voix    | %       | Sièges | +/−           | Voix    | %       | Sièges | +/−           |  |  |  |  |  |  |  |  |
|             | PSOE        | 183 249 | 48,54   | 20     | 2             | 104 370 | 43,95   | 14     | 2             |  |  |  |  |  |  |  |  |
|             | PP          | 99 076  | 26,24   | 10     | 5             | 69 906  | 29,44   | 10     | 3             |  |  |  |  |  |  |  |  |
|             | Cs          | 42 014  | 11,13   | 4      | 4             | 26 329  | 11,09   | 3      | 2             |  |  |  |  |  |  |  |  |
|             | Unis        | 25 722  | 6,81    | 2      | 1             | 18 587  | 7,83    | 2      | 1             |  |  |  |  |  |  |  |  |
|             | Vox         | 17 980  | 4,76    | 0      | en stagnation | 11 012  | 4,64    | 0      | en stagnation |  |  |  |  |  |  |  |  |
|             | Autres      | 6 080   | 1,61    |        |               | 5 079   | 2,14    |        |               |  |  |  |  |  |  |  |  |
|             | Blanc       | 3 427   | 0,91    | 2 184  | 0,92          |         |         |        |               |  |  |  |  |  |  |  |  |